# Magnus Klofsten
Carl Magnus Klofsten, född den 12 maj 1959, är en svensk entreprenörskapsforskare och professor, verksam vid Linköpings universitet i Linköping. Han disputerade vid Linköpings universitet 1992 på avhandlingen Tidiga utvecklingsprocesser i teknikbaserade företag. År 1996 utnämndes han till docent och är sedan 2002 professor i innovation och entreprenörskap.
Klofstens forskning behandlar entreprenörskapsforskning i vid mening. Han är internationellt erkänd för sin forskning om nya och växande företag,  akademiskt entreprenörskap stöd i entreprenöriella processer samt regional utveckling. Bland hans vetenskapliga bidrag kan nämnas teorin om affärsplattformen, en teori i entreprenörskap om vilka faktorer som kännetecknar teknikbaserade företag som överlever sina första år. Modellen identifierar åtta grundstenar som kan befinna sig på låg, mellan eller hög nivå. Grundstenarna berör företagets utvecklingsprocess (grundstenarna idé, produkt, marknad, organisation); företagsnära aktörer (kompetens, drivkrafter) samt extern resurstillförsel (kundrelationer, övriga relationer). Modellen specificerar vilka av grundstenarna som måste befinna sig på en mellannivå respektive en hög nivå för att företaget ska ha förutsättningar att överleva och växa.
Klofsten har publicerat ett stort antal vetenskapliga verk och grundat, enskilt eller tillsammans med andra, en rad organisationer. Bland dessa kan nämnas Centre for Innovation & Entrepreneurship (1994-), Helix Centre of Excellence (2005–2015), AgoraLink Centre for researcher mobility and commercialisation of life science technologies (2008–2012), och the Helix Competence Centre (2017–). Klofsten har även varit en förgångsman I skapandet av kurser som utbildar i entreprenörskap både för grundstudenter och doktorander, vilket har lett till flera framgångsrika företagsetableringar.
Klofstens publicering har (2024) enligt Google Scholar över 11 500 citeringar och ett h-index på 44.

## Externa sidor
- Officiell webbplats Linköpings universitet
- Publikationer Magnus Klofsten, Linköping University Electronic Press.